# 加納友之介

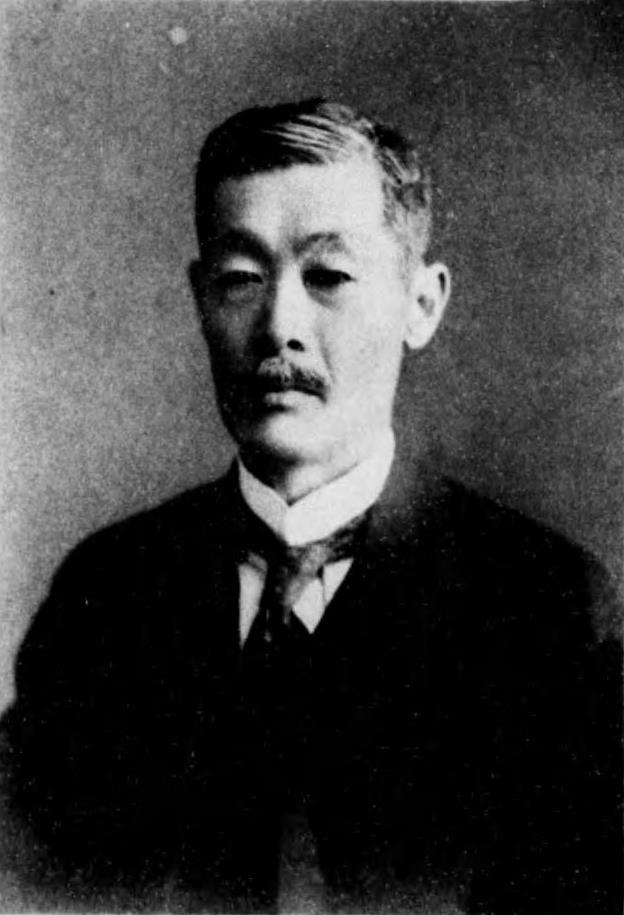
加納友之介

加納 友之介（かのう とものすけ、1872年6月13日（明治5年5月8日） - 1936年（昭和11年）8月14日）は、明治期の官僚、住友銀行理事。

## 経歴
茨城県生まれ。里正を務める郷士の家系。12歳で慶應義塾幼稚舎に入るも、病気退学。1896年（明治29年）帝国大学法科大学を卒業。1897年（明治30年）農商務省に入り参事官として商工局に勤務。1902年（明治35年）に政府委員として欧州各国を巡視。1904年（明治37年）、北海道拓殖銀行に入り、翌春住友銀行に転じ東京支店長となる。後に東海銀行（1941年設立の同名行とは無関係）の頭取、第一銀行取締役、自動車工業（現・いすゞ自動車）の社長などを歴任した。墓所は多磨霊園。